# Пеннсвілл Тауншип (Нью-Джерсі)
Пеннсвілл Тауншип (англ. Pennsville Township) — селище (англ. township) в США, в окрузі Салем штату Нью-Джерсі. Населення — 12 684 особи (2020).

## Демографія
Згідно з переписом 2010 року, у селищі мешкало 13 409 осіб у 5491 домогосподарстві у складі 3708 родин. Було 5914 помешкання
Расовий склад населення:
| - 94,7 % — білих - 1,5 % — чорних або афроамериканців - 1,4 % — азіатів - 0,2 % — корінних американців |

До двох чи більше рас належало 1,2 %. Частка іспаномовних становила 3,1 % від усіх жителів.
За віковим діапазоном населення розподілялося таким чином: 21,9 % — особи молодші 18 років, 62,5 % — особи у віці 18—64 років, 15,6 % — особи у віці 65 років та старші. Медіана віку мешканця становила 41,8 року. На 100 осіб жіночої статі у селищі припадало 95,1 чоловіків;  на 100 жінок у віці від 18 років та старших — 92,1 чоловіків також старших 18 років.
Середній дохід на одне домашнє господарство  становив 77 913 долари США (медіана — 58 939), а середній дохід на одну сім'ю — 95 745 доларів (медіана — 77 307). Медіана доходів становила 52 569 доларів для чоловіків та 45 887 доларів для жінок. За межею бідності перебувало 11,5 % осіб, у тому числі 23,1 % дітей у віці до 18 років та 6,2 % осіб у віці 65 років та старших.
Цивільне працевлаштоване населення становило 6335 осіб. Основні галузі зайнятості: освіта, охорона здоров'я та соціальна допомога — 21,6 %, виробництво — 13,7 %, роздрібна торгівля — 11,6 %, транспорт — 11,2 %.